# Stadio del ghiaccio Alvise De Toni
Lo stadio del ghiaccio Alvise De Toni è il palaghiaccio di Alleghe (BL). Ha una capienza di circa 2.500 spettatori (distribuiti su due gradinate e una curva) ed ospita le partite interne dell'Alleghe Hockey, formazione militante nella serie cadetta del campionato italiano di hockey su ghiaccio.

## Storia
La struttura, costruita nel 1975, è stata modificata più volte; la copertura, realizzata per la XII Universiade invernale, è del 1984 mentre al 2006 è datato l'ultimo ammodernamento con la chiusura delle pareti, il rifacimento di gradinate ed accesso e la creazione della adiacente sala congressi di 188 posti gestita dal comune di Alleghe.
Lo stadio è intitolato ad Alvise De Toni, tecnico alleghese sequestrato ed ucciso nel 1984, mentre si trovava in Mozambico per seguire il cantiere di una diga. Il regime marxista mozambicano accusò dell'omicidio i guerriglieri nemici della Renamo, ma pare invece che esso fosse dovuto a motivazione non politiche bensì puramente personali 